# I. Ælfwald northumbriai király

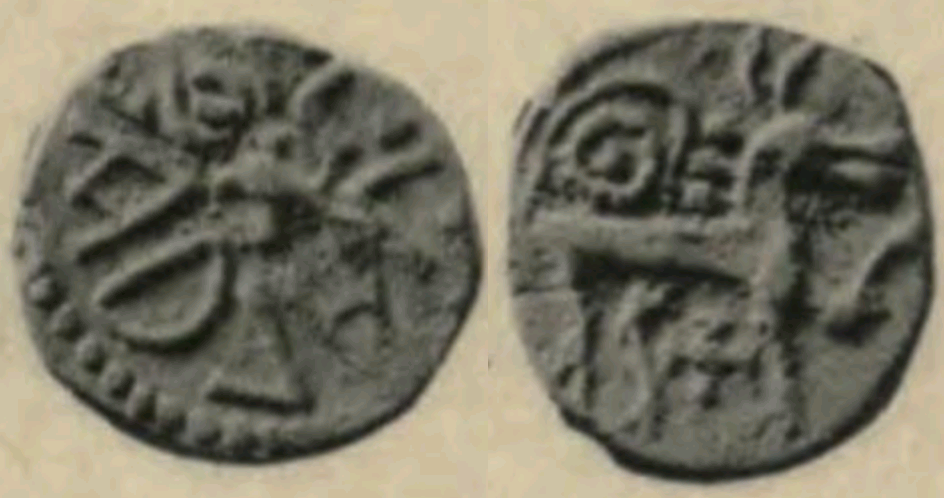
Ælfwald pénzérméje

I. (Szent) Ælfwald (angolszászul: ÆLFVVALD NORÞANHYMBRA CYNING), († 788. szeptember 23.), Northumbria királya 778–788 között.
Oswulf király fia. II. Æthelwaldot követte a trónon. Egy Sicga nevű nemes gyilkolta meg 10 évnyi uralom után.
Gyermekei: Beorn († 780. január 9.), Ælf († 791) és Ælfwine († 791)